# Prix du Président de la République
Prix du Président de la République är ett montélopp för fyraåriga hingstar och ston som äger rum i juni på Hippodrome de Vincennes i Paris i Frankrike. Det är ett Grupp 1-lopp, man måste minst ha sprungit in 38 000 euro för att få starta. Den totala prissumman är 240 000 euro, varav 108 000 euro i förstapris.

## Vinnare
| År   | Häst               | Far               | Kusk                     | Tränare                 | Tvåa               | Trea               | Tid/km |
| ---- | ------------------ | ----------------- | ------------------------ | ----------------------- | ------------------ | ------------------ | ------ |
| 2025 | L'Écrin d'Or       | Bird Parker       | Alexandre Abrivard       | Laurent-Claude Abrivard | Lisbonne Dry       | Lionheart          | 1'12"5 |
| 2024 | Kyrielle des Vaux  | Rolling d'Héripré | Guillaume Lenain         | Charley Mottier         | Kelly de Banville  | Kircie de Guez     | 1'12"4 |
| 2023 | Jasper des Charmes | Kesaco Phedo      | Éric Raffin              | Jean-Michel Bazire      | Joyeuse            | Jean Balthazar     | 1'12"2 |
| 2022 | Intuition          | Brillantissime    | Adrien Lamy              | Tomas Malmqvist         | Ines des Rioults   | Icare des Valois   | 1'12"8 |
| 2021 | Hirondelle du Rib  | Rolling d'Héripré | Jean-Loïc-Claude Dersoir | Joël Hallais            | Hallix             | Hopla des Louanges | 1'12"1 |
| 2020 | Gladys des Plaines | Opus Viervil      | Mathieu Mottier          | Gilles Curens           | Guide Moi Forgan   | Grâce de Faël      | 1'12"5 |
| 2019 | Flèche Bourbon     | Saxo de Vandel    | Alexandre Abrivard       | Sébastien Guarato       | Freeman de Houelle | Flicka de Blary    | 1'12"5 |
| 2018 | Elladora de Forgan | Gazouillis        | Franck Nivard            | Franck Leblanc          | Étoile de Bruyère  | Emilius de Play    | 1'13"5 |
| 2017 | Draft Life         | Ubriaco           | Éric Raffin              | Louis Baudron           | Dawana             | Dragon du Fresne   | 1'12"8 |
| 2016 | Chancelière Citrus | Goetmals Wood     | Alexandre Abrivard       | Laurent-Claude Abrivard | Cyprien des Bordes | Clegs des Champs   | 1'13"0 |
| 2015 | Bilibili           | Niky              | Alexandre Abrivard       | Laurent-Claude Abrivard | Booster Winner     | Best of Jets       | 1'13"0 |
| 2014 | Atlessima          | Rocklyn           | Éric Raffin              | Philippe Moulin         | Anna Mix           | Al Capone Jet      | 1'14"1 |
| 2013 | Valse Darling      | Prodigious        | Franck Nivard            | Philippe Moulin         | Vincitore Ermitage | Vaquéro du Mont    | 1'14"7 |
| 2012 | Utoky              | Cygnus d'Odyssée  | Franck Nivard            | Franck Leblanc          | Ushiro Gwen        | Ugo de Nieul       | 1'14"0 |
| 2011 | Tango Quick        | Hasting           | Franck Nivard            | Franck Leblanc          | Twist des Caillons | Thorens Vedaquais  | 1'14"6 |
| 2010 | Scipion du Goutier | Goetmals Wood     | Franck Nivard            | Franck Leblanc          | Surabaya Jiel      | Sawasde de Houelle | 1'13"4 |
| 2009 | Rombaldi           | Lulo Jossely      | Matthieu Abrivard        | Jean-Luc Dersoir        | Romero du Houlme   | Roi du Coq         | 1'13"4 |
| 2008 | Quita d'Éronville  | Quito de Talonay  | Éric Raffin              | Philippe Bengala        | Quokine Berry      | Quelle Copine      | 1'13"6 |
| 2007 | Paddy du Buisson   | Achille           | Nathalie Henry           | Bernard Desmontils      | Prince de Montfort | Pop Star           | 1'14"1 |
| 2006 | One du Rib         | First de Retz     | Jean-Loïc-Claude Dersoir | Joël Hallais            | Odeisis de Vandel  | Onward du Clos     | 1'14"3 |
| 2005 | Nina Madrik        | In Love With You  | Louis Baudron            | Fabrice Souloy          | Neoh Jiel          | Number du Chesnel  | 1'15"7 |
| 2004 | Migraine           | Alligator         | Nathalie Henry           | Bernard Desmontils      | Miss Castelle      | Modèle du Clos     | 1'15"8 |
| 2003 | Legs du Clos       | Hêtre Vert        | Franck Nivard            | Jules Lepennetier       | Latinus            | Little de Tonnerre | 1'15"7 |
| 2002 | Kérido du Donjon   | Coktail Jet       | Philippe Masschaele      | Jean-Luc Janvier        | King du Perthois   | Krypton            | 1'16"0 |
| 2001 | Jardy              | Cygnus d'Odyssée  | Jean-Philippe Mary       | Philippe Allaire        | Jairo des Veys     | Jomo du Rib        | 1'15"9 |
| 2000 | Idéal de l'Iton    | Cygnus d'Odyssée  | Michel Lenoir            | Michel Roussel          | Ivoire de Grammont | Ivory Pearl        | 1'17"3 |
| 1999 | Holly du Locton    | Viking's Way      | Jean-Paul Piton          | Philippe Allaire        | Hibiscus du Rib    | Honneur de France  | 1'16"2 |
| 1998 | Gai Brillant       | Podosis           | Jean-Philippe Mary       | Philippe Allaire        | Gazouillis         | Gringo de Villière | 1'16"5 |
| 1997 | Fac Simile         | Jiosco            | Jean-Loïc-Claude Dersoir | Joël Hallais            | First de la Vallée | Felmondo           | 1'17"8 |
| 1996 | Eros du Rocher     | Quito de Talonay  | Philippe Gillot          | Ulf Nordin              | Easy to Drive      | Éclair du Pam      | 1'16"5 |
| 1995 | Don Paulo          | Hurgo             | Philippe Gillot          | Marie-Dom. Fairand      | Dajuc              | Danaé Grandchamp   | 1'17"4 |
| 1994 | Courlis du Pont    | Opus Dei          | Philippe Békaert         | Ulf Nordin              | Costa du Bouffey   | Clairefeuille      | 1'17"9 |
| 1993 | Blue Dream         | Pershing          | Jean-Philippe Mary       | Philippe Allaire        | Boy du Pré         | Baron d'Arlau      | 1'20"1 |
| 1992 | Alpha Barbés       | Néric Barbés      | Jean-Philippe Mary       | Christian Bigeon        | Athos du Houlbet   | A Novo             | 1'18"2 |
| 1991 | Vivier de Montfort | Kronos du Vivier  | Jean-Marie Monclin       | Christian Bigeon        | Vanneau            | Virstly Gédé       | 1'18"4 |
| 1990 | Ursulo de Crouay   | Mivus             | Philippe Gillot          | Joël Hallais            | Urf du Vast        | Unerring           | 1'18"8 |
| 1989 | Turquetil          | Buffet II         | Jean-Marie Monclin       | Paul Viel               | Trésor de la Motte | Tomaco             | 1'20"5 |
| 1988 | Speed Clayettois   | Joachim           | Yves Dreux               | Ali Hawas               | Sem Kervaden       | Sequin de Fontaine | 1'19"9 |
| 1987 | Rêve d'Udon        | Éjakval           | Jean-Claude Hallais      | Bernard Desmontils      | Rialto             | Rialto de Talonay  | 1'19"7 |
| 1986 | Queila Gédé        | Gazon             | Yvon Martin              | Yvon Martin             | Querfeu            | Quizzical          | 1'21"7 |
| 1985 | Podosis            | Florestan         | Patrick Chéradame        | Roger Ledoyen           | Papeu              | Pactolos           | 1'20"9 |
| 1984 | Oligo              | Ersin             | Philippe Békaert         | Joël Hallais            | Odin de la Vente   | Ogino              | 1'21"6 |
| 1983 | Narbon             | Chambon P         | Alain Laurent            | Stig Engberg            | Night And Day      | Nersinou           | 1'21"1 |
| 1982 | Mirande            | Beauséjour II     | Alain Laurent            | Jean-Marie Lesne        | Mousko             | Mabrouka           | 1'22"8 |
| 1981 | Le Loir            | Chambon P         | Alain Sionneau           | Martial Doliveux        | Loustic de la Tour | L'Orée des Crières | 1'21"2 |
| 1980 | Kaiser Trot        | Canino            | Michel Lenoir            | Joël Hallais            | Karim Mabon        | Karika             | 1'22"0 |
| 1979 | Jeune Orange       | Chambon P         | Alain Sionneau           | Gasto Peltier           | Jacky Poprune      | Jordaens           | 1'21"6 |
| 1978 | Istraeki           | Paléo             | Michel-Marcel Gougeon    | Roger Ledoyen           | Idylle du Corta    | Idylle Charmeuse   | 1'22"0 |
| 1977 | Handicapeur        | Nuage G           | Michel Lecacheux         |                         |                    |                    | 1'22"1 |
| 1976 | Gazon              | Quasipyl          | Gérard Mascle            |                         |                    |                    | 1'21"6 |
| 1975 | Feu Vert           | Obstiné           | Michel Lecacheux         |                         |                    |                    | 1'21"9 |
| 1974 | Elpenor            | Quioco            | Jean Mary                |                         |                    |                    | 1'22"7 |
| 1973 | Dor                | Harold D III      | Jean Mary                |                         |                    |                    | 1'23"4 |
| 1972 | Champenoise        | Pacha Grandchamp  | Pierre Giffard           |                         |                    |                    | 1'21"  |
| 1971 | Bellino II         | Boum III          | René Fabre               |                         |                    |                    | 1'20"4 |
| 1970 | Arbella            | Harold D III      | Gérard Mascle            |                         |                    |                    | 1'21"1 |